# Liste des sites classés et inscrits des Deux-Sèvres
Cet article recense les sites classés et inscrits dans les Deux-Sèvres, en France.

## Listes

### Sites classés
Le tableau suivant recense les sites classés des Deux-Sèvres en 2023. La date correspond à celle du classement par arrêté ministériel.
| Site                                          | Commune(s) | Date             | Notes | Coordonnées                                                                                              | Photo |
| --------------------------------------------- | --- | ---------------- | --- | --- | ----- |
| Chaos granitiques de Gâtine poitevine         | L'Absie, Les Châteliers, Largeasse, Ménigoute, Neuvy-Bouin, Vernoux-en-Gâtine                                                                  | 22 août 2013     | Trois sites distincts. | 46° 29′ 28″ nord, 0° 04′ 34″ ouest 46° 39′ 11″ nord, 0° 31′ 12″ ouest 46° 41′ 13″ nord, 0° 27′ 04″ ouest |       |
| Marais mouillé poitevin                       | Amuré, Arçais, Bessines, Coulon, Frontenay-Rohan-Rohan, Magné, Niort, Saint-Georges-de-Rex, Saint-Hilaire-la-Palud, Sansais, Le Vanneau-Irleau | 9 mai 2003       | Site compris dans le périmètre du parc naturel régional du Marais poitevin. Possède également le label Grand Site de France depuis 2010. | 46° 18′ 04″ nord, 0° 38′ 56″ ouest                                                                       |       |
| Rocher du Corbeau et ses abords               | Argentonnay | 3 juillet 1942   | Ancienne commune du Breuil-sous-Argenton.                                                                                                | 46° 59′ 20″ nord, 0° 24′ 43″ ouest                                                                       |       |
| Versant de l'Argenton                         | Argentonnay |                  | | 46° 59′ 13″ nord, 0° 24′ 54″ ouest                                                                       |       |
| Cimetière de Verrines-sous-Celles             | Celles-sur-Belle | 14 juin 1939     | | 46° 14′ nord, 0° 14′ ouest                                                                               |       |
| Gourre d'or                                   | Cerizay | 8 juin 1909      | | 46° 48′ 54″ nord, 0° 40′ 01″ ouest                                                                       |       |
| Étang de Lorgère et ses abords                | La Chapelle-Bertrand |                  | | 46° 37′ 55″ nord, 0° 12′ 54″ ouest                                                                       |       |
| Ravin du Puits d'Enfer                        | Exireuil, Nanteuil | 18 novembre 1927 | | 46° 25′ 37″ nord, 0° 11′ 02″ ouest                                                                       |       |
| Parties pittoresques des rochers de la Chaise | Germond-Rouvre | 31 mai 1910      | | 46° 28′ 34″ nord, 0° 25′ 48″ ouest                                                                       |       |
| Chêne vert situé entre Marigny et Vaubalier   | Marigny | 8 août 1931      | Chêne situé dans le village de Péré. | 46° 11′ 06″ nord, 0° 23′ 35″ ouest                                                                       |       |
| Rochers de Pyrôme                             | Mauléon | 8 juin 1909      | | 46° 56′ 28″ nord, 0° 47′ 24″ ouest                                                                       |       |
| Grotte et galeries de mines de Loubeau        | Melle | 10 juin 1910     | | 46° 13′ 01″ nord, 0° 08′ 53″ ouest                                                                       |       |
| Rochers du Thouet                             | Parthenay | 8 juin 1909      | | 46° 39′ 14″ nord, 0° 14′ 46″ ouest                                                                       |       |
| Domaine de Roches Blanches                    | Le Pin | 16 juillet 2013  | | 46° 52′ 12″ nord, 0° 38′ 42″ ouest                                                                       |       |
| Butte de Moncoué                              | Plaine-et-Vallées | 8 juin 1909      | Ancienne commune de Taizé-Maulais. | 46° 55′ 52″ nord, 0° 07′ 59″ ouest                                                                       |       |
| Motte de Saint-Jouin-de-Marnes                | Plaine-et-Vallées | 8 juin 1909      | Ancienne commune de Saint-Jouin-de-Marnes.                                                                                               | 46° 52′ 37″ nord, 0° 03′ 47″ ouest                                                                       |       |
| Pierre branlante de Hérisson                  | Pougne-Hérisson | 8 juin 1909      | Également nommée Merveille de Hérisson.                                                                                                  | 46° 40′ 59″ nord, 0° 25′ 05″ ouest                                                                       |       |
| Allées et promenades de Saint-Maixent-l'École | Saint-Maixent-l'École | 15 juin 1932     | Allées vertes entourant la place Denfert-Rochereau                                                                                       | 46° 24′ 50″ nord, 0° 12′ 07″ ouest                                                                       |       |
| Pierre du Diable                              | Souvigné | 8 juin 1909      | Rocher saillant disparu lors de l'élargissement d'une route. La protection n'a toutefois pas été abrogée.                                | 46° 22′ 08″ nord, 0° 12′ 50″ ouest                                                                       |       |
| Pigeonnier et ses abords                      | Tourtenay | 25 mai 1973      | | 47° 02′ 17″ nord, 0° 07′ 08″ ouest                                                                       |       |
| Plan d'eau, îlots et rives de l'Argenton      | Val en Vignes |                  | | 46° 59′ 20″ nord, 0° 24′ 00″ ouest                                                                       |       |

### Sites inscrits
Le tableau suivant recense les sites inscrits dans les Deux-Sèvres.
| Site                                                                         | Commune(s)                     | Date            | Notes | Coordonnées                        | Photo |
| ---------------------------------------------------------------------------- | ------------------------------ | --------------- | --- | ---------------------------------- | ----- |
| Étang du Sunay et ses abords                                                 | Adilly                         | 4 avril 1946    | | 46° 42′ 04″ nord, 0° 17′ 28″ ouest |       |
| Cimetière d'Aiffres                                                          | Aiffres                        | 4 janvier 1939  | Cimetière adjacent à l'église Saint-Pierre. Une croix hosannière, dans le cimetière, est un monument historique classé depuis 1889. | 46° 16′ 55″ nord, 0° 24′ 50″ ouest |       |
| Château de Tennessus                                                         | Amailloux                      | 4 avril 1946    | Le château est un monument historique inscrit depuis 1943.                                                                          | 46° 42′ 50″ nord, 0° 16′ 41″ ouest |       |
| Abords de l'église d'Augé                                                    | Augé                           | 13 juillet 1939 | L'église, qui n'est pas comprise dans le site inscrit, est un monument historique classé depuis 1914.                               | 46° 26′ 20″ nord, 0° 17′ 13″ ouest |       |
| Moulin de Rimbault                                                           | Beauvoir-sur-Niort             | 10 avril 1975   | | 46° 10′ 30″ nord, 0° 27′ 40″ ouest |       |
| Bourg d'Exoudun                                                              | Exoudun                        | 6 février 1979  | | 46° 20′ 46″ nord, 0° 05′ 06″ ouest |       |
| Forge à fer de la Meilleraye et ses abords                                   | Gourgé, La Peyratte            | 4 avril 1946    | | 46° 41′ 46″ nord, 0° 08′ 46″ ouest |       |
| Château de la Roche-Faton et son parc                                        | Lhoumois                       | 4 avril 1946    | Le château est un monument historique inscrit depuis 1973.                                                                          | 46° 43′ 05″ nord, 0° 08′ 02″ ouest |       |
| Parc du château du Theil                                                     | Saint-Aubin-le-Cloud           | 4 avril 1945    | | 46° 40′ 34″ nord, 0° 17′ 56″ ouest |       |
| Cascade de Pommiers et partie de la vallée du ruisseau de Coulonges en amont | Saint-Jacques-de-Thouars       | 6 décembre 1932 | | 46° 58′ 23″ nord, 0° 14′ 56″ ouest |       |
| Château de Thouars et ses abords                                             | Saint-Jean-de-Thouars, Thouars | 25 avril 1974   | Le château est un monument historique classé depuis 1862.                                                                           | 46° 58′ 30″ nord, 0° 13′ 12″ ouest |       |